# Jevgenija Tur
Jevgenia Tur (ryska: Евгения Тур), pseudonym för grevinnan Jelizaveta Vasiljevna Salias de Turmenir, född Suchovo-Kobylin den 24 augusti (gamla stilen: 12 augusti) 1815 i Moskva, död 27 mars (gamla stilen: 15 mars) 1892 i Warszawa, var en rysk författare. Hon var syster till Aleksandr Suchovo-Kobylin och mor till Jevgenij Salias de Turnemir.
Jevgenija Tur inledde sin litterära verksamhet 1849 i tidskriften "Sovremennik" med novellen Osjibka (Misstaget), som efterföljdes av den mycket omtyckta romanen Plemjanitsa (Niècen). Hennes följande romaner - däribland Na rubezje (På gränsen) – gjorde mindre lycka. I likhet med Ivan Turgenjev tecknade hon med förkärlek handlingströga män och viljestarka kvinnor. Sedermera ägnade hon sig åt barn- och ungdomslitteraturen.